# Botlikhsky (huyện)
Huyện Botlikhsky (tiếng Nga: ? райо́н) là một huyện hành chính tự quản (raion), của Dagestan, Nga. Huyện có diện tích 662 km². Trung tâm của huyện đóng ở Botlikh.